# Majgull Axelsson
Pour les articles homonymes, voir Axelsson.
Majgull Axelsson, née le 14 février 1947 à Landskrona, est une écrivain suédoise.

## Biographie
Elle passe sa jeunesse dans la petite ville de Nässjö. Après avoir suivi une formation de journaliste, elle travaille un temps dans le milieu. Elle a aussi occupé un poste de secrétaire au département d'Etat.
Ses premiers livres sont des essais-reportages sur le problème de la prostitution des enfants, les enfants des rues au tiers monde et la pauvreté en Suède.
Elle fait ses débuts de romancière en 1994 avec Långt borta från Nifelheim (Loin de Niflheim), et a depuis fait paraître plusieurs romans couronnés de succès, notamment La Sorcière d’avril (Aprilhäxan, 1997), qui remporte le prix August 1997.
Elle écrit également pour le théâtre depuis 2002.
Elle réside à Lidingö, non loin de Stockholm.

## Œuvre
- Asien i deras ögon (1978)
- Våra minsta bröder (1986)
- Rosario är död (1989)
- Dom dödar oss (1991)
- Svenska beklädnadsarbetareförbundet 1950-1971 (1991)
- Sko- och läderarbetareförbundet 1948-1971 (1991)
- Svenska textilarbetareförbundet 1949-1971 (1991)
- Med i facket (1992)
- Orättvisans ansikten (1992)
- Långt borta från Nifelheim (1994)
- Vad händer med barnen? (1994)
- ...och dom som inte har (1996)
- Aprilhäxan (1997) Publié en français sous le titre La Sorcière d’avril, traduit par Gunilla de Ribaucourt, Paris, Éditions JC Lattès, 2003, 526 p.  (ISBN 2-7096-2318-8) ; réédition, Paris, Le Livre de poche no 30168, 2004
- Slumpvandring (2000) Publié en français sous le titre La Maison d’Augusta, traduit par Gunilla de Ribaucourt, Paris, Éditions JC Lattès, 2005, 426 p.  (ISBN 2-7096-2598-9)
- En stad av slott (2002)
- Den jag aldrig var (2004)
- Is och vatten, vatten och is (2008)
- Moderspassion (2011)
- Jag heter inte Miriam (2014)